# Guillaume Poupard
Guillaume Poupard, né en 1972, est un ingénieur de l'armement français. Directeur général de l'Agence nationale de la sécurité des systèmes d'information (ANSSI) de 2014 à fin 2022, il est aujourd'hui directeur général adjoint de Docaposte.  
Il est considéré comme l’une des figures principales de la cyberdéfense française. Son action a d’une part placé la France au rang de leader mondial en matière de cyber-sécurité, mais également permis à l’Union européenne (UE) de mettre en place des mécanismes pérennes de coopération et d’assistance mutuelle dans le domaine. 
Il rejoint Docaposte, filiale du groupe La Poste, en tant que directeur général adjoint chargé du développement international et du cloud en décembre 2022.

## Biographie

### Jeunesse et études
Après des classes préparatoires scientifiques, il intègre l'École polytechnique en 1992. Il obtient son diplôme d'ingénieur en 1995. Il obtient un DEA d'algorithmique en 1996, ainsi qu'un DEUG de psychologie à l'université Paris-VIII entre 1994 et 1997. Il réalise une thèse sous la direction de Jacques Stern au sein de l'École normale supérieure (ENS) entre 1996 et 2000 dans le domaine de la cryptographie.

### Parcours professionnel
Il commence sa carrière à la DCSSI (direction centrale de la sécurité des systèmes d’information, ancêtre de l'ANSSI) puis au ministère des Armées et à la direction générale de l'Armement, dont il dirige le pôle « Sécurité des Systèmes d'Information » à partir de 2010. En 2014, il est nommé directeur général de l'ANSSI,,.
Au début de l'année 2022, il annonce son départ qui devrait être effectif après les élections présidentielles et législatives. Son départ de l'ANSSI est finalement officialisé pour la fin du mois de décembre 2022,.
Il rejoint en janvier 2023 la société française Docaposte, en tant que directeur général adjoint chargé du développement international et du cloud.
Son successeur, Vincent Strubel, a été nommé directeur général de l'ANSSI en conseil des ministres le 4 janvier 2023.
Le 13 juin 2025, il est nommé co-président du nouveau Conseil national de l’IA et du Numérique par Clara Chappaz, ministre déléguée chargée de l’Intelligence artificielle et du Numérique.

## Distinctions

### Décorations
- Chevalier de la Légion d'honneur (en 2016)[14]
- Commandeur de l'ordre national du Mérite (promu le 15 mai 2025[15]) ; fait officier le 7 octobre 2021 ; nommé chevalier le 8 novembre 2012[16]